# كارلوس نصار
كارلوس نصار (مواليد 12 مايو 2004) هو رباع بلغاري فاز بالميدالية الذهبية في بطولة العالم لرفع الأثقال 2021 في وزن 81ك.
وفاز بالميداليه الذهبيه في وزن 89 كيلو جرام في اولمبياد باريس 2024

## روابط خارجية
- كارلوس نصار على موقع الاتحاد الدولي (الإنجليزية)
- كارلوس نصار على موقع IAT Database Weightlifting (الألمانية)
- كارلوس نصار على موقع اللجنة الأولمبية الدولية (الإنجليزية)